# Sematophyllum dregei
Sematophyllum dregei là một loài Rêu trong họ Sematophyllaceae. Loài này được (Müll. Hal.) Magill miêu tả khoa học đầu tiên năm 1979.